# 男ロワイヤル
『男ロワイヤル』（おとこロワイヤル）は、小田扉による日本の漫画作品集。2003年までに『マンガ・エロティクス・エフ』（太田出版）や『週刊モーニング』（講談社）などに連載された短編漫画を収録し、2004年に太田出版から単行本化された。

## 概要
大きく分けて、女性キャラクターを主人公とした「女ロワイヤル」と、作者自身が様々な場所にて取材を行った「男ロワイヤル」が収録されている。『そっと好かれる』と共通する登場人物も存在し、野木さん、古野さん、高枝さんからなる「ご近所3人娘」のよりディープな日常を垣間見ることが出来る。

## 登場人物
野木雅子
行動派で体の丈夫な社会人。
既婚の姉や、古野さん、高枝さんら同居人に振り回される日々を送る。
想いを寄せていた「あて名江口営業所」（今作で社名が判明）の上司が転勤することになり、ケーキ作りを敢行する。
トランペットを吹く趣味がある。
古野吉乃
野木さんと同じアパートに住む女子高生。
そっと好かれるでも好意を寄せていた角山君に、遂に子作りを迫る。
朝食夕食は野木さんに作ってもらっていて、連日勝手に部屋に上がりこんではお米を炊く程度のご飯支度をしている。
高枝
高枝切りばさみの達人。
そっと好かれるでも確認された盗癖は野木さんが自家栽培した野菜にまで及んだものの、自家製どぶろくで以って返している。
のり子
録画を失敗した母に腹を立て、親戚のおじさんの所へ家出した少女。
含み笑いをするおじさんに苦手意識を持っており、当初は「視姦」や「レイプ」と言った性的な被害妄想を覚えるものの、次第に打ち解けていく。